# 杰杰涅沃
杰杰涅沃（羅馬化：Dedenevo）或杰杰尼奥沃（Деденёво）是俄罗斯莫斯科州的市级镇，属州辖市德米特罗夫市（德米特罗夫城市区），地处莫斯科州北部，在区行政中心德米特罗夫南、州府莫斯科北方。伏尔加河流域内一小河伊克沙河（Икша）从镇西侧流过，镇东侧则临莫斯科运河。A104公路经过该地。
该地2021年人口有6,230人；2010年人口6,319；2002年人口6,509；1989年人口7,626。